# Aghbougha Ier de Samtskhé
 (mars 2020).
Aghbougha Ier de Samtskhé (en géorgien : აღბუღა I ჯაყელი ; 1356 - 1395) est un prince géorgien (mtavari) et atabeg de Samtskhé qui règne de 1389 à 1395.

## Biographie
Aghbougha est le fils du prince Chalva de Samtskhé. Après la mort de son père, Aghbougha est nommé comme co-souverain de Samtskhé (règnant avec son oncle Beka Ier) par le roi géorgien Bagrat V. En 1381-1386, il renouvelle le code civile du Samtskhé établit par son ancêtre Beka Ier, qui devient par la suite connu comme le « Livre des lois de Beka-Aghbougha ».